# Poeonoma serrata
Poeonoma serrata är en fjärilsart som beskrevs av George Francis Hampson 1910. Poeonoma serrata ingår i släktet Poeonoma och familjen nattflyn. Inga underarter finns listade i Catalogue of Life.